# Klonal expansion
Klonal expansion är när B-cellen utvecklats till en plasmacell och då börjar massproducera Antikroppar (IgM och IgD).